# Soner Aydoğdu
Soner Aydoğdu, né le 5 janvier 1991 à Mamak, est un footballeur international turc qui évolue au poste de milieu de terrain à Antalyaspor.

## Palmarès
- Coupe de Turquie : 2018